# Guus Bierings
Gustaaf "Guus" Bierings (nascido em 28 de setembro de 1956) é um ex-ciclista holandês, ativo como profissional entre 1975 e 1981. Fez parte da equipe holandesa que venceu o Campeonato Mundial de Estrada em 1978 e terminou na 15ª posição nos Jogos Olímpicos de Verão de 1980 participando na corrida de 100 km contrarrelógio por equipes. Também venceu uma etapa do Tour de Olympia em 1977.